# Albania Wenecka

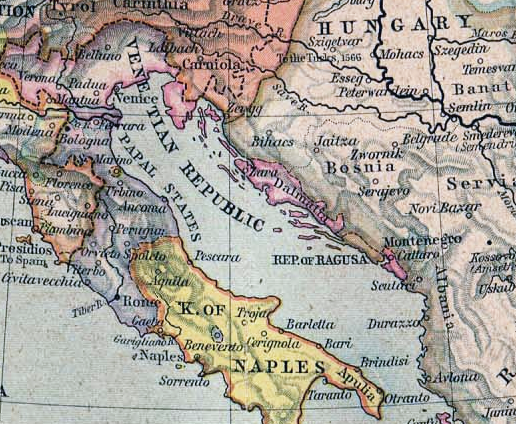
Albania Wenecka około 1560 – różowy obszar na południe od Dubrownika

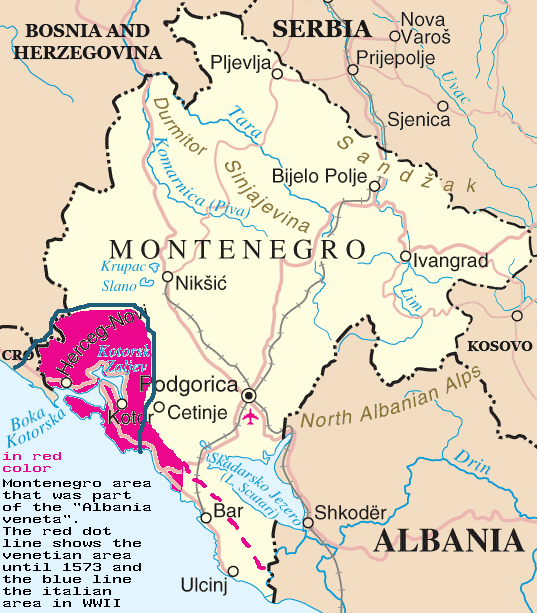
Albania Wenecka na mapie współczesnej Czarnogóry

Albania Wenecka (wł. Albania Veneta) – posiadłości Republiki Weneckiej na należącym dziś do Czarnogóry i Albanii odcinku wybrzeża Morza Adriatyckiego. Pozostawały we władaniu Republiki Weneckiej od początku XV wieku do jej upadku w 1797 r. Nazwa odróżnia je od należącej do Imperium Osmańskiego „Albanii Osmańskiej”.
Albania Wenecka stanowiła w zasadzie pas wybrzeża o szerokości do kilkunastu kilometrów, jednak okresowo obejmowała również miasta leżące w głębi lądu. W swym największym zasięgu Albania Wenecka rozciągała się od południowego krańca Republiki Dubrownickiej na północy po port Durazzo (dziś Durrës) na południu.
Pierwszą wenecką posiadłością na wybrzeżu północnoalbańskim był port Durrës, przejęty pokojowo od albańskiego księcia Jerzego Thopii w 1392 r. Również w tym roku Wenecja uzyskała z rąk książąt Dukagjinów port Alessio (Lezhë) u ujścia Drinu. W kwietniu 1396 r. książę Jerzy II Balszić przekazał Wenecji miasto Scutari (Szkodra) i zrzekł się praw do miast Drivast (Drisht), Dagno (Danj) i Satti (Shati). Po nabyciu Durrës, Lezhë i Scutari Wenecja uzyskała mocną pozycję w północnej Albanii, będącej wówczas terenem walk między książętami albańskimi, Serbią i Turcją. Druga faza ekspansji zaczęła się w 1420 r, gdy miasto Cattaro (Kotor) oddało się pod protektorat Wenecji. W 1421 r. Wenecja uzyskała port Dulcigno (Ulcinj) i przejściowo (do 1423 r.) port Budua (Budva). W 1425 r. pod protektoratem Wenecji znalazły się powiązana z Kotorem osada Grbalj (Radovanići), gmina Paštrovići i pas wybrzeża od Budvy do Antivari (Bar). Dalsze postępy zostały zahamowane przez przewagę Serbów. Dopiero w 1442 r. Wenecja odzyskała Budvę, w 1443 – Bar, a w latach 1444–1447 uzyskała Shati i Danj. Było to apogeum władztwa weneckiego w północnej Albanii.
Po upadku powstania Skanderbega (1455-1479) Wenecja zawarła 25 stycznia 1479 r. z Turcją pokój w Stambule. Na mocy tego układu Republika utraciła na rzecz Turków wszystkie posiadłości poza wybrzeżem Zatoki Kotorskiej, w szczególności Szkodrę, Lezhë i Drisht, i jedynie czasowo, jako rekompensatę za utratę Szkodry, zachowała Budvę, Bar, Ulcinj i Durrës. W 1482 r. Turcy zajęli Castelnuovo (Herceg Novi). W toku kolejnej wojny wenecko-osmańskiej (1499–1503) w 1501 r. Turcy odebrali Wenecji Durrës, jednak pokój kończący tę wojnę pozostawił w rękach Wenecji Bar i Ulcinj. Miasta te Wenecja utraciła na rzecz imperium osmańskiego w 1573 r. wraz z częścią Albanii Weneckiej leżącą na południe od Budvy. W 1687 r. Wenecja zbrojnie odzyskała Herceg Novi. Ostatecznie pod władzą Republiki Wenecji pozostało tylko wybrzeże Zatoki Kotorskiej z portami Cattaro (Kotor), Risano (Risan), Perasto (Perast), Teodo (Tivat) i Castelnuovo (Herceg Novi) oraz przylegający od południa do ujścia tej zatoki brzeg otwartego morza z portem Budua (Budva). Obszar ten pozostał w granicach Republiki Wenecji do jej upadku w 1797 r.
Albania Wenecka była zarządzana przez namiestnika (provveditore), rezydującego w Szkodrze. Miastami bezpośrednio włączonymi do Republiki Weneckiej zarządzało po dwóch urzędników mianowanych przez Signorię: cywilny podesta i wojskowy kapitan. W miastach, które utrzymały wewnętrzną autonomię, Republikę reprezentował konsul (bailo).
Miasta Albanii Weneckiej stanowiły ośrodki kupieckie zajmujące się głównie tranzytowym handlem z Lewantem, a w mniejszym stopniu – wywozem towarów z północnej Albanii: soli, ałunu, rudy żelaza, ryb, wełny i zboża. W miastach istniały manufaktury, jednak o niewielkiej wydajności.
Ludność Albanii Weneckiej była mieszana narodowościowo. Początkowo przeważali romańskojęzyczni Dalmatyńczycy. Po podbiciu Bałkanów przez Turków osmańskich do miast weneckich napłynęły rzesze uchodźców serbskich i albańskich. Pod koniec XVII wieku Dalmatyńczycy wciąż stanowili dwie trzecie ludności miast, natomiast Słowianie – już ponad połowę ludności terenów wiejskich. Grupy ludności albańskiej mieszkały na południu Albanii Weneckiej, w okolicach Ulcinja i Durrës. Według oficjalnych danych austriackich po włosku mówiło 32% mieszkańców Kotoru w 1880 r. i już tylko 13,6% w 1910 r. Dziś reliktem ludności romańskiej w Czarnogórze jest grupa 0,5 tys. Włochów, używających dialektu weneckiego, mieszkających w Kotorze i Peraście.
W czasach napoleońskich dzieje polityczne Albanii Weneckiej były burzliwe. W 1797 r. zaczęła być okupowana przez wojska francuskie, po czym, z mocy pokoju w Campo Formio z 17 października tego samego roku, przekazana Austrii. Jednak już z mocy pokoju w Preszburgu z 26 grudnia 1805 r. Albania Wenecka została przyłączona do napoleońskiego Królestwa Włoch. W 1806 r. była okupowana przez Rosję, która zwróciła ją Francji na mocy pokoju w Tylży z 7 lipca 1807 r. W 1809 r. została włączona, wraz z pozostałymi byłymi weneckimi posiadłościami nad Adriatykiem i z byłą Republiką Dubrownicką, do Prowincji Iliryjskich. Po upadku Napoleona ziemie te na mocy postanowień kongresu wiedeńskiego zostały przyłączone do Cesarstwa Austriackiego jako Królestwo Dalmacji, przy czym na przełomie lat 1813–1814 były krótko okupowane przez Czarnogórę, która zainstalowała w Dobrocie tymczasowy rząd, ale po nadejściu wojsk austriackich oddała ten obszar bez walki. Na mocy traktatu berlińskiego z 13 lipca 1878 r. przyłączono do austriackiej Dalmacji turecką gminę Spizza (Sutomore) – 40 km² z 1650 mieszkańcami. W 1913 r. Czarnogóra uzyskała należący dawniej do Wenecji pas wybrzeża z portami Bar i Ulcinj. Po upadku Austro-Węgier w 1918 r. dawna Albania Wenecka została włączona do nowo powstałej Jugosławii. Podczas włoskiej okupacji w latach 1941–1943 tereny te stanowiły Prowincję Kotorską w Gubernatorstwie Dalmacji. Po II wojnie światowej zostały przyłączone do Czarnogóry, w której składzie pozostają do dzisiaj.